# Таска (посёлок)
Таска — посёлок в Таштагольском районе Кемеровской области. Входит в состав Усть-Кабырзинского сельского поселения.

## География

Улус Таска. 1913 год.

Центральная часть населённого пункта расположена на высоте 416 метров над уровнем моря.

## Население
| 2010 |
| ---- |
| 14   |

По данным Всероссийской переписи населения 2010 года, в посёлке Таска проживает 14 человека (8 мужчин, 6 женщин).